# Lucij Ver
Lucij Ver (latinsko Lvcivs Avrelivs Vervs Avgvstvs) je bil leta 161 do svoje smrti leta 169 skupaj z Markom Avrelijem cesar rimskega cesarstva, * 15. december 130, Rim, † januar 169, Altinum, Rimsko cesarstvo.
Med svojim vladanjem je porazil oživljeno Partsko cesarstvo, njegov general Avidij Kasij pa je leta 164 opustošil partsko prestolnico Ktezifon.

## Življenjepis

### Otroštvo in zgodnja kariera
Lucij Ver je bil prvorojenec Avidije Plavcije in cezarja Lucija Elija, prvega  posvojenega sina in naslednika cesarja Hadrijana. Rojen je bil v Rimu, kjer je preživel otroštvo. Imel je brata Gaja Avidija Kejonija Komoda in sestri Kejonijo Fabijo in Kejonijo Plavcijo. Stara starša po materini strani sta bila rimski senator Gaj Avidij Nigrin in nedokazana plemkinja Ignota Plavcija. Biološka stara starša po očetovi strani sta bila konzul Lucij Kejonij Komod in plemkinja Elija ali Fundanija Plavcija po očimovi strani pa cesar Hadrijan in cesarica Vibija Sabina.
Ko je Verov oče Lucij Elij na začetku leta 138 umrl, ja Hadrijan za svojega naslednika izbral Antonina Pija pod pogojem, da posvoji Vera in Hadrijanovega pranečaka Marka Avrelija in ju določi za svoja naslednika. 
Antonin Pij je njegovo zahtevo izpolnil, vendar je takoj po Hadrijanovi smrti od Marka Avrelija zahteval, da spremeni svoje poročne načrte: zaroko s Kekonijo Fabijo bi moral razdreti in se zaročiti  z Antoninovo hčetko Faustino. Razdreti bi se morala tudi Faustinina zaroka s Kekonijinim bratom Lucijem Komodom. Mark Avrelij se je z Antoninovim predlogom strinjal.
Ver je kot princ in bodoči cesar dobil izvrstno izobrazbo pod vodstvom slavnega slovničarja Marka Kornelija Fontona. Bil je odličen učenec, ki je rad pisal poezijo in imel govore. Svojo politično kariero je začel leta 153 kot kvestor. Konzul je postal leta 154 in ponovno leta 161 z Markom Avrelijem kot starejšim partnerjem. 

### Imenovanje za cesarja (161)
Antonin Pij je 7. marca 161 umrl. Nasledil ga je Mark Avrelij, ki Hadrijanu ni bil kdo ve kako vdan, ko je senat nameraval za cesarja imenovati samo njega, pa je zaradi spoštovanja do Hadrijana ponudbo odklonil, dokler ne bi enakih pooblastil dobil tudi Lucij Ver.
Senat je njegovo zahtevo sprejel in Luciju podelil imperium, tribunska pooblastila in naslov augusta. Mark Avrelij se je kot cesar uradno imenoval imperator Mark Avrelij Antonin Avgust, Lucij pa imperator cezar Lucij Avrelij Var Avgust. Prvič v rimski zgodovini se je zgodilo, da sta istočasno vladala dva cesarja.
Oba cesarja sta bila uradno enakopravna, de facto pa je imel večjo oblast Mark Avrelij. Imel je dvakrat več konzulskih mandatov kot Lucij in bil pontifex maximus, tako da je bilo v javnosti povsem jasno, kateri cesar je bolj enakopraven. Njegov biograf je zapisal: »Ver uboga Marka kot pribočnik uboga prokonzula ali guverner cesarja«.
Oba cesarja sta takoj po imenovanju odšla v Castra praetoria, tabor pretorijske straže. Lucij je nagovoril zbrane pretorijance, ki so ju priznali za cesarja. Lucij jim je zatem, kot vsi cesarji za Klavdijem, obljubil posebno darilo, ki je bilo dvakrat večje od tistih v preteklosti: 20.000 sestercev (5.000 denarijev) po osebi, za častnike še več. Pretorijanci so jima morali v zameno priseči zvestobo. Procedura morda sploh ni bila potrebna, ker je njuno imenovanje potekalo mirno in brez nasprotovanj, vsekakor pa je bila dobra naložba za varnost v prihodnosti.
Pijeve pogrebne svečanosti so bile, po pisanju biografa, dovršene. Cesarja sta senatu predlagala, da se njunega adoptivnega očeta Antonina Pija pobóži, kar je senat brez ugovorov sprejel. Antonna Pija so pokopali v Hadrijanovem mavzoleju, kjer so že bili pokopani Markovi otroci in sam Hadrijan. Tempelj, ki ga je Hadrijan posvetil svoji ženi Divi Faustini, so preimenovali v Tempelj Antonina in Faustine. Tempelj se je ohranil in je sedaj cerkev sv. Lovrenca.

### Začetek vladanja (161-162)
Lucij Ver se je kmalu po prihodu na prestol zaročil z enajstletno Markovo hčerko Anjo Lucilo, čeprav je bil formalno njen stric. Po zaročni slovesnosti so ustanovili sklad za pomoč revnim otrokom.
Cesarja sta dovolila svobodo govora, kar potrjuje Marulova komedija, v kateri ju brez posledic kritizira. Pod katerim koli drugim cesarjem  bi bil zagotovo usmrčen.  
Vladanje je bilo na začetku mirno in omogočilo Marku Avreliju, da se je povsem posvetil filozofiji in iskanju naklonjenosti prebivalstva.  Nekaj manjših težav je nastalo spomladi leta 162, ko je Tibera prestopila bregove in uničila velik del Rima. Utonilo je veliko živine in v mestu je izbruhnila lakota. Mark in Lucij sta se osebno posvetila reševanju krize. V prejšnjih časih so v obdobjih lakote cesarji oskrbeli italske skupnosti iz državnih žitnic.

### Vojna s Parti (161-166)

#### Začetek
Pozno poleti ali zgodaj jeseni leta 161 je rimsko vazalno kraljestvo Armenijo napadel partski cesar Vologas IV., izgnal armenskega kralja in ustoliči svojega kralja Pakorja iz Arsakidske dinastije. 
V tem času je bil v Siriji guverner Lucij Atidij Kornelijan. Na tem položaju je ostal kljub temu, da mu je mandat potekel, domnevno zato, da zaradi njegove zamenjave ne bi prišlo do krize, ki bi  jo lahko izkoristili Parti. Guverner Kapadokije, ki je bila v vseh armenskih konfliktih vedno na prvi bojni črti, je bil Mark Sedacij Severijan, Galec z velikimi vojaškimi izkušnjami,  ki je bil pod močnim vplivom samozvanega lažnega preroka  Aleksandra Abonutika.  Abonutik je Severijana prepričal, da lahko sam zlahka premaga Parte in požanje vso slavo.
Severijan je s svojo legijo, morda IX. legijo Hispana, vdrl v Armenijo, kjer se je v Elegiji, mestu malo za kapadoško mejo, ujel v past partskega generala Kosroja. Severijan se je večkrat poskušal spopasti s Kosrojem, a je kmalu spoznal jalovost svojega pohoda in naredil samomor. Njegova legija je bila na pohodu, ki je trajal samo tri dni, popolnoma  uničena.
Medtem je vojna grozila tudi v drugih delih cesarstva: v Britaniji, Retiji in Gornji Germaniji, kamor so malo pred tem preko limesa vdrli Hati iz Taunusa. Mark Avrelij na napade ni bil pripravljen. Izgleda, da Antonin Pij nanj ni prenesel nobenih vojaških izkušenj, saj je vseh 23 let njegovega vladanja preživel ob cesarju in ne v provincah kot večina njegovih cesarskih predhodnikov. Na mesto pokojnega guvernerja Kapadokije Severijana je imenoval britanskega guvernerja Marka Stacija Priska, na njegovo mesto pa Seksta Kalpurnija Agrikolo.
Z vzhoda je v Rim prišla še ena slaba vest: v bitki s Parti je bila poražena tudi vojska sirskega guvernerja 
Kornelijana in se je v neredu umaknila. Rimljani so na vzhod poslali oktepitve. V Kapadokijo je odšel afriški senator Julij Geminij Marcijan s svojo X. legijo Gemina iz Vindobone, kateri je priključil enote iz podonavskih legij. Poleg njegovih enot so  na vzhod odšle še tri popolne legije: I. legija Minervia iz Bonna v Gornji Germaniji, II. legija Adiutrix iz Akvinka, in V. legija Macedonica iz Troesmisa.
Severne meje cesarstva so zaradi umika legij strateško oslabele, zato so guvernerjem ob njih ukazali, naj se, če je le mogoče, izogibajo konfliktom. Poraženega Atidija Kornelijana je zamenjal Mark Avrelijev bratranec Mark Anij Libo, ki je bil mlad in ni imel velikih vojaških izkušenj. Mark Avrelij je očitno raje izbral zaupnega  kot talentiranega poveljnika.
Pozimi leta 161-162 se je začel v Siriji kuhati upor, zato se je Lucij odločil, da se bo osebno vključil v vojno s Parti. Bil je močnejši in bolj zdrav kot Mark Avrelij in zato bolj primeren za vojaške dejavnosti.  Senat je njegovo odločitev odobril. Mark Avrelij je ostal v Rimu, ker je »mesto zahtevalo prisotnost cesarja«.
Z Lucijem so odšli tudi pretorijanski prefekt Furij Viktorin, senatorja Mark Poncij Lelijan Lucij Sabin in Mark Jalij Bas in del pretorijske straže. Viktorin je bil pred tem prokurator Galatije, kjer je dobil nekaj izkušenj o dogajanjih na vzhodu. Poleg tega je bil mnogo bolj usposobljen kot njegov pretorijanski partner Kornelij Repentin, za zaterega so govorili, da je prišel na položaj s posredovanjem Pijeve ljubice Galerije Lizistrate. Repentin je imel položaj senatorja, vendar brez pravega dostopa do senatorskih krogov, tako da je bil naslov bolj kot ne samo za okras.
Lelijan je bil guverner obeh Panonij in leta 153 guverner Sirije, tako da je bil iz prve roke seznanjen z vzhodno armado in strategijo na vzhodnih mejah. Za svoje zasluge je postal  comes Augustorum (cesarjev spremljevalec).  Fronton ga opisuje kot »resnega moža in staromodnega puritanca«. Bas je bil comes in guverner Spodnje Mezije. Lucij je s seboj povedel tudi svoje najljubše osvobojence, med njimi Gemina, Agaklita, Kedesa, Eklekta in Nikomeda, ki je bil praefectus vehiculorum,  se pravi vodja komisariata ekspedicijske vojske.  Za prevoz cesarja in opreme in splošne komunikacije je bilo zadolženo ladjevje iz Misena.

#### Odhod na vzhod (162-163?)
Lucij  je poleti leta 162 odšel v Brindisi. od koder je nameraval odpluti na vzhod. Do Kapue ga je spremljal Mark Avrelij. Po poti se je gostil in zabaval na podeželskih posestvih in v Avliji odhajal na lov. V Canosi je zbolel in obležal, verjetno zaradi rahle možganske kapi.  Po treh dneh posta in puščanja krvi se mu je stanje izboljšalo. V spremstvu glasbenikov in pevcev je preko Korinta odplul v Atene, iz Aten v Efez in od tam ob južni obali Male Azije v Antiohijo, kamor je prispel morda šele leta 162. Stacij Prisk je medtem že prišel v Kapadokijo, kjer je zaslovel kot uspešen general.

#### Antiohija (162?-165)
Lucij Ver je večino vojnega pohoda preživel v Antiohiji v družbi ljubice Pantee iz Smirne. Živel je razkošno, cele noči kockal in užival v družbi umetnikov. Iz Rima so ga morali celo obveščati o rezultatih konjskih dirk.
Sirska armada se je zaradi dolgega obdobja miru na vzhodu precej omehčala. Vojaki so več časa preživljali v mestu kot v službi, zato je Lucij Ver  poostil vojaški dril in prepovedal kockanje in popivanje. Osebno je nadziral urjenje vojakov in celo bolnike. Organiziral je oskrbo Antiohije po reki Orontes in ukazal mimo neplovnih čeri pred mestom izkopati kanal. Staro rečno korito je zato presušilo in na njegovem dnu so odkrili ogromne kosti. Pavzanias je trdil, da so to »kosti zverine, visoke najmanj enajst  vatlov«, Filostrat pa, da je bila visoka trideset vatlov. Preročišče v Klarosu je razglasilo, da so to kosti rečnega boga.
Sredi vojne, morda jeseni 163 ali na začetku leta 164, je Lucij odpotoval v Efez, da bi se poročil z Mark Antonijevo hčerko Lucilo, ki je bila marca 163 stara trinajst let, ob poroki pa zagotovo manj kot petnajst let.  Po poroki se je preimenovala v Lucilo Avgusto in rodila najmanj tri Lucijeve otroke.

#### Protinapad in zmaga (163-166)
I. legija  Minervia in V. legija Macedonica legatov Kladija Frontona in Marcija Vera sta leta 163 pod poveljstvom Stacija Priska v Armeniji dosegli nekaj uspehov in osvojili armensko prestolnico Artaksato. Konec leta se je zato Lucij Ver začel naslavljati z Armeniacus, čeprav vojne sploh ni videl. Mark Avrelij je naslov sprva odklonil, naslednje leto pa ga je začel uporabljati tudi on. Ko so začeli Lucija ponovno naslavljati z imperatorjem, si je enak naslov brez obotavljanja  nadel tudi Mark Antonij. Sirsko armado so okrepili z II. legijo Adiutrix in donavskimi legijami pod poveljstvom legata X. legije Gemina Geminija Marcijana.
Osvojeno Armenijo so obnovili pod rimskimi pogoji. Leta 164 so prenesli prestolnico iz Artaksate v  Kaine Polis (Novo mesto), ki je bilo kakšnih 30 km bliže rimske meje.
Namestili so tudi svojega kralja, Gaja Julija Sohema, rimskega senatorja konzulskega ranga iz Arsakidske dinastije. Njegovo kronanje verjetno sploh ni potekalo v Armeniji, ampak v Antiohiji ali celo v Efezu. Novega kralja so počastili s cesarskimi kovanci z napisom REX ARMENIIS DATUS. Na kovancu je upodobljen Lucij Ver, sedeč na prestolu, pred njim pa stoji Sohem in ga pozdravlja.
Medtem, ko se je Stacij Prisk vojskoval v Armeniji, so Parti napadli Osroeno, od Rima odvisno državo v gornji Mezopotamiji vzhodno od Sirije s prestolnico v Edesi.  Odstavili so njenega vladarja Manuja in ga zamenjali s svojim kandidatom, ki je ostal na tem položaju do leta 165. Rimljani so v odgovor pomaknili svojo vojsko ob Evfratu navzdol in nameravali bolj južno prečkati reko.
Parti so ostali v Osroeni do konca leta 163. Pred koncem leta so se rimske sile pomaknile proti severu in zasedle Dausaro in Nikeforij na severnem, partskem bregu Evfrata. Po osvojitve severnega brega reke je v Osroeno prišla tudi vojska iz Armenije in zasedla Antemuzijo, mesto jugozahodno od Edese. Leta 164 so se vojaške dejavnsti umirile, ker so se Rimljani večino leta pripravljali na ponoven napad na partsko ozemlje.

#### Invazija na Mezopotamijo (165)
V. legija Macedonica in rimska vojska, morda pod poveljstvom Marcija Vera, sta leta 165 vdrli v Mezopotamijo, osvojili Edeso in vrnili Manuja na osroenski prestol. V Osroeni so ponovno začeli kovati njegov denar. Na prednji strani kovancev je bila podoba kralja Manuja (sirsko M'NW MLK') ali antoninskih dinastov, na zadnji pa napis Kralj Mannos, prijatelj Rimljanov (grško Basileus Mannos Philorōmaios). Parti so se umaknili v Nisibis, vendar so tudi tega oblegali in osvojili Rimljani. Partska vojska se je razpršila  ob Tigrisu. General Kosrov je odplaval po reki navdol in se skril v podzemni jami. Druga rimska armada pod poveljstvom Avidija Kasija in III. legija Gallica sta se pomaknili po Evfratu navzdol in izbojevali pomembno bitko pri Duri.
Kasijeva vojska je do konca leta dosegla mezopotamski prestolnici dvojčici: Selevkijo na desnem bregu Tigrisa in Ktezifon na levem. Osvojila je Ktezifon in zažgala kraljevo palačo. Meščani Selevkije, večinoma Grki, so Rimljanom odprli mestna vrata. Mesto so kljub tem oplenili, kar je pustilo črn madež na Lucijevem ugledu. Za plenjenje so kasneje iskali in izmišljali različne izgovore. Uradna različica dogodkov je bila, da so meščani prvi prelomili dano obljubo.
Kasijeva vojska se je kljub pomanjkanju zalog in posledicam kužne bolezni, ki je prizadela Selevkijo, varno vrnila na rimsko ozemlje. Junij Maksim, mlad tribun iz III. legije Gallica, je novico o zmagi prenesel v Rim, kjer so ga zato bogato nagradili in ga povišali v kvestorja. Lucij je dobil naslov Parthicus Maximus, Mark Avrelij pa je bil za zasluge  ponovno razglašen za imperatorja.
Kasijeva vojska se je ponovno vrnila na bojišče leta 166, ko je preko Tigrisa vdrla v Medijo. Lucij se je začel naslavljati z Medicus, oba cesarja pa so začeli ponovno slaviti kot imperatorja. Mark Avrelij se je po že drugem taktičnem odlogu začel naslavljati s Parthicus Maximus.
Večino vojnih uspehov je treba seveda pripisati podrejenim generalom. Vojski v Osroeni je poveljeval M. Klavdij Fronton, azijski provincialec grškega porekla, ki je v Armeniji pod Priskom poveljeval I. legiji Minervia. Bil je verjetno prvi senator v svoji družini. Leta 165 je bil konzul, verjetno ravno zaradi zaslug pri osvojitvi Edese. General P. Marcij Ver, ki je na fronti poveljeval V. legiji Macedonica, je tudi služil pod Priskom. Bil je zahodnjak, verjetno iz Tolose v Narbonski Galiji.
Najbolj viden general je bil vsekakor C. Avidij Kasij, poveljnik sirske III. legije Gallica. Kasij je bil mlad senator nizkega stanu iz sirskega mesta Kirhos. Njegov oče Heliodor ni bil senator, a je bil kljub temu dosegel visok položaj: bil je eden od dveh sekretarjev (ab epistulis) cesarja  Hadrijana, katerega je spremljal na potovanjih in na koncu njegovega vladanja postal prefekt v Egiptu. Kasij je zase brez zadržka trdil, da je potomec selevkidskih kraljev. Kasij in Marcij Ver, verjetno v njunih srednjih tridesetih letih, sta bila konzula za leto 166.
Vologas IV. Partski (147-191) je sklenil mir, vendar je moral Rimljanom prepustiti zahodno Mezopotamijo. 
Lucij je bil po vrnitvi v Rim  nagrajen s triumfom. Pohod po mestu je bil neobičajen, ker so na njem  sodelovali Lucij, Mark Avrelij, njuni sinovi in neporočene hčerke in je izgledal kot veliko družinsko slavje.  Mark Avrelijea sinova, petletni Komod in triletni Anij Ver, sta bila na slavju povišana v cezarja.

### Zadnji leti (166-169)
Lucij Ver je naslednji leti (166-168) preživel v Rimu v zanj značilnem glamuroznem slogu, obdan z umetniki in izbranci. V svoji hiši je zgradil taverno, v kateri se je s prijatelji zabaval do zore.  Užival je tudi v potikanju po mestu, ne da bi priznal svojo identiteto. Njegova posebna strast so bile dirke bojnih vozov. Mark Avrelij njegovega obnašanja ni odobraval, ker pa je Ver še naprej učinkovito opravljal svoje uradne dolžnosti, ni ukrepal.   

### Vojna na Donavi in smrt
Spomladi leta 168 so preko Donave vdrli Markomani in začela se je vojna, ki je trajala do leta 180. Ver ni dočakal njenega konca. Ko se je leta 168 vrnil s s polja, je zbolel in čez nekaj dni umrl. Bolezen so pripisovali zastrupitvi s hrano, sodobni poznavalci pa domnevajo, da bi lahko umrl zaradi črnih koz ali tako imenovane antoninske kuge.
Mark Avrelij je telo svojega adoptivnega brata spremil v Rim, kjer je priredil igre v njegov spomin. Po pogrebu ga je senat pobóžil in ga preimenoval v Divus Verus (Božanski Ver).